# Голлі Лінкольн-Сміт
Голлі Лінкольн-Сміт  (англ. Holly Lincoln-Smith, 26 березня 1988) — австралійська ватерполістка, олімпійська медалістка.

## Виступи на Олімпіадах
| Олімпіада   | Дисципліна | Місце |
| ----------- | ---------- | ----- |
| Лондон 2012 | водне поло | 3     |